# Samuel Topliff
Samuel Topliff (1789-1864) est un journaliste américain du début du XIXe siècle, qui a contribué à l'extension du télégraphe optique à Boston et créé un embryon d'agence de presse, spécialisée d'abord dans les matières premières.

## Biographie
Samuel Topliff est né le 25 avril 1789 à Boston dans la famille d’un capitaine de vaisseau qui décèdera à la suite d’une mutinerie. En novembre 1811, après une série de voyages aux Antilles et en Amérique du Sud, il entre au service de Samuel Gilbert, propriétaire de la "Commercial News Room", bâtiment de sept étages datant de 1808, le plus grand et le plus haut de Boston, du toit duquel il est possible de surveiller les arrivées de bateaux dans le port. Lorsqu'un deux se manifeste à l'horizon, Samuel Topliff se rend à sa rencontre pour prendre connaissance des journaux transportés et des nouvelles fraîches.
Il loue le deuxième étage où il installe un café, qui abrite des échanges sur les matières premières. Pour dix dollars, les journalistes et surtout les négociants en matières premières de la ville ont le droit de lire un registre manuscrit, où il note toutes les nouvelles des bateaux arrivant d'Europe, qu'elles concernent les prix des marchandises ou les cargaisons et les prochains bateaux attendus.
Après l’incendie qui détruit le bâtiment en 1812, Samuel Gilbert et Topliff lancent une souscription pour le reconstruire dans le "Columbia Sentinel". Le lieu sert, à nouveau, à collecter les nouvelles de l’Europe arrivées sur les navires. Elles sont archivées et réputées pour leur fiabilité et leur exhaustivité, ce qui les rend utiles pour les négociants, à une époque où Boston, encore peu industrialisée, est très dépendante des importations.
Lors de la guerre de 1812 contre l'Angleterre, le trafic maritime est très perturbé et ses nouvelles sont encore plus recherchées. Samuel Topliff est déjà tellement réputé qu’on utilise son nom pour faire circuler de fausses informations, selon la Salem Gazette. Il tisse un réseau de correspondants à travers le monde, qui en fait l’ancêtre des agences de presse. En 1814, il reprend à son compte l'entreprise de Samuel Gilbert , "The reading room" et la rebaptise "The merchants reading room".
Avant de décéder à l’âge de 28 ans, en 1820, il étend son activité à l'actualité européenne, qui intéresse les journaux de Boston, puis de New York. Il contribue aussi grandement à l'extension du télégraphe optique au sein du port de Boston, du point de "Fort Independence" à celui de Long Island Head, d'où on peut voir les bateaux de loin, avec un sémaphore , innovation qui inspirera l'utilisation d'un sémaphore à Sandy Hook, à New York.
Samuel Topliff avait deux concurrents, Henry Ingraham Blake, fondateur en 1793 du New England Palladium, puis John Lang, propriétaire du New York Gazette, qui allaient, eux aussi, à la rencontre des navires en provenance de l'Europe, dans le port de Boston.